# Chinese Society of Ecology
La Sociedad Ecológica de China o Chinese Society of Ecology (ESC), fundada en diciembre de 1979, es una organización académica nacional y sin fines de lucro. Está afiliada a la Asociación China para la Ciencia y Tecnología y es una de las fuerzas sociales más importantes para promover la investigación y las prácticas ecológicas de China. Es responsable de la publicación de la revista Acta Ecologica Sinica.
Después de más de 30 años, ESC es ahora una de las sociedades nacionales de primer grado con más de 7.800 miembros, más de ocho grupos de miembros, 18 comités especiales, y cinco comisiones de trabajo. Siete ecologistas destacados, el académico M.A.Shijun, el académico Sun Ruyong, Prof. Chen Changdu, Prof. Wang Zuwang, el académico y  Prof. Li Wenhua Wang Rusong, Prof. Liu Shirong fueron elegidos como presidentes del CES sucesivamente. En 1984, el CES se unió la Sociedad Internacional de Ecología.